# Ali Ahmeti

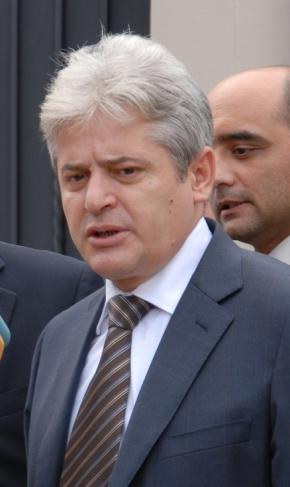
Ali Ahmeti (2010)

Ali Ahmeti (* 4. Januar 1959 in Zajas, SR Mazedonien, Jugoslawien) ist seit deren Gründung Parteivorsitzender der albanischen Partei Bashkimi Demokratik për Integrim (BDI) in Nordmazedonien. Er war zudem politischer Führer der mazedonischen UÇK (albanisch Ushtria Çlirimtare Kombëtare, UÇK) während des albanischen Aufstands in Mazedonien im Jahr 2001. Zwischen 2008 und 2011 beteiligte sich seine Partei an der Regierung unter Nikola Gruevski.

## Lebenslauf
Ali Ahmeti wuchs im ländlichen, mehrheitlich von Albanern bewohnten Zajas, unweit von Kičevo, auf. Zwischen 1979 und 1983 studierte er Philosophie an der Universität Prishtina im Kosovo. Zwischen 1981 und 1983 war er zudem einer der Führer einer nationalistischen Studentenbewegung in Kosovo. Wegen dieser Aktivitäten wurde Ahmeti von den serbischen und jugoslawischen Behörden verhaftet und musste eine Haftstrafe von einem Jahr absitzen. 1986 bekam er politisches Asyl in der Schweiz und lebte dort bis 2001. 1988/89 war er Mitorganisator der Studenten- und Minenarbeiterproteste in Kosovo. Im Jahr 1996 war er Mitbegründer der UÇK des Kosovo.
2001 wurde Ahmeti zum Oberbefehlshaber und Repräsentant der UÇK in Mazedonien gewählt und in der Schweiz als Persona non grata deklariert. Die USA setzten ihn auf ihre „Black List“.
Nach der Unterzeichnung des Rahmenabkommens von Ohrid löste sich die UÇK in Mazedonien offiziell auf und ihre Nachfolgeorganisation, die politische Partei BDI, war im nachfolgenden Prozess der Erfüllung der Kriterien des Abkommens beteiligt. Bei der Parlamentswahl 2002 erhielt die DUI 16 von 120 Sitzen ging darauf eine Koalition mit den Sozialdemokraten ein.
Bei der Parlamentswahl 2008 konnte die BDI zwei weitere Sitze gewinnen und ging dann eine Regierungskoalition mit der VMRO-DPMNE unter Nikola Gruevski ein.
Ali Ahmeti werden zahlreiche Korruptionsfälle vorgeworfen.